# Unterreichenbach
Unterreichenbach là một thị xã trong huyện Calw bang Baden-Württemberg thuộc nước Đức. Đô thị Unterreichenbach có diện tích 6,3 km², dân số thời điểm 31 tháng 12 năm 2020 là 2429 người.